# ارکیده عنکبوتی نشان‌ده
ارکیده عنکبوتی نشان‌ده (نام علمی: Caladenia exstans) نام یک گونه از سرده ارکیده‌های عنکبوتی است.